# Кімберлі Байз
Кімберлі Байз (23 квітня 1989) — бельгійська плавчиня.
Учасниця Олімпійських Ігор 2012, 2016 років.
Призерка Чемпіонату Європи з водних видів спорту 2018 року.
Призерка Чемпіонату Європи з плавання на короткій воді 2010, 2012 років.